# Rick Riordan
Pour les articles homonymes, voir Riordan.
Richard Russell Rick Riordan Jr, né le 5 juin 1964 à San Antonio au Texas, est un écrivain américain. Il est notamment l'auteur des séries Percy Jackson, Héros de l'Olympe,  Les Chroniques de Kane, Magnus Chase et les Dieux d'Asgard et Les Travaux d'Apollon. Il a également aidé à développer la série Les 39 Clés, publiée par Scholastic Corporation, série dont il a écrit le premier tome L'Énigme des catacombes ainsi que le onzième, La Menace Vesper.

## Biographie
Rick Riordan est né à San Antonio, au Texas. L'écrivain est diplômé de l'Université du Texas à Austin où il s'est spécialisé en anglais et en histoire. Depuis quinze ans, il enseigne dans les écoles publiques et privées en Californie et à San Antonio. Il a reçu St. Mary's Hall's first Master Teacher Award en 2002.
Rick Riordan a été primé à de nombreuses reprises. Auteur de la série Tres Navarre, mystère pour les adultes ; son roman The Maze of Bones atteint le numéro un sur la liste des bests-seller du New York Times le 28 septembre 2008. Percy Jackson et la série Olympiens, est l'histoire d'un garçon de douze ans qui découvre un jour, qu'il est le fils d'un ancien dieu grec. Les droits cinématographiques ont été achetés par la Twentieth Century Fox et un long métrage est sorti le 12 février 2010.
En 2022, il est sélectionné pour le prestigieux prix international, le Prix commémoratif Astrid-Lindgren.

## Œuvres

### SérieTres Navarre
1. (en) Big Red Tequila, 1997Prix Shamus et prix Anthony en 1998
2. (en) Widower's Two-Step, 1998Prix Edgar-Allan-Poe en 1999
3. (en) The Last King of Texas, 2000
4. (en) The Devil Went Down to Austin, 2001
5. (en) Southtown, 2004
6. (en) Mission Road, 2005
7. (en) Rebel Island, 2007

### Univers Demi-Dieux

#### SériePercy Jackson
1. Le Voleur de foudre, Albin Michel, coll. « Wiz », 2006 ((en) The Lightning Thief, 2005)Mark Twain Award en 2008, Rebecca Caudill Award en 2009 - Nouvelle édition en 2010 par Albin Michel et Le Livre de poche jeunesse
2. La Mer des monstres, Albin Michel, coll. « Wiz », 2007 ((en) The Sea of Monsters, 2006)Mark Twain Award en 2009 - Nouvelle édition en 2010 par Albin Michel
3. Le Sort du titan, Albin Michel, coll. « Wiz », 2008 ((en) The Titan's Curse, 2007)Nouvelle édition en 2010 par Albin Michel
4. La Bataille du labyrinthe, Albin Michel, coll. « Wiz », 2010 ((en) The Battle of the Labyrinth, 2008)
5. Le Dernier Olympien, Albin Michel, coll. « Wiz », 2010 ((en) The Last Olympian, 2009)
6. Le Calice des dieux, Albin Michel, coll. « Wiz », 2024 ((en) The Chalice of the Gods, Disney Hyperion, 2023)
7. (en) The Wrath of the Triple Goddess, Disney Hyperion, 2024

Cette série devenue culte a connu deux adaptations cinématographiques (Percy Jackson : Le Voleur de foudre et Percy Jackson : La Mer des monstres) et une adaptation en bande dessinée (Le Voleur de foudre, La Mer des monstres ainsi que Le Sort du titan) publiée aux Éditions 12 bis pour la France). Une adaptation en série pour la plateforme Disney + est disponible depuis le 20 décembre 2023.

#### SérieLes Chroniques de Kane
1. La Pyramide rouge, Albin Michel, coll. « Wiz », 2011 ((en) The Red Pyramid, Hyperion, 2010)
2. Le Trône de feu, Albin Michel, coll. « Wiz », 2012 ((en) Throne of Fire, Hyperion, 2011)
3. L'Ombre du serpent, Albin Michel, coll. « Wiz », 2013 ((en) The Serpent's Shadow, Hyperion, 2012)

Netflix a fait, en 2020, l'acquisition des droits d'adaptation cinématographique de cette saga. Au début de l'année 2024, Rick Riordan a annoncé que Netflix a finalement renoncé à adapter les œuvres.

#### SérieHéros de l'Olympe
1. Le Héros perdu, Albin Michel, coll. « Wiz », 2011 ((en) The Lost Hero, Hyperion, 2010)
2. Le Fils de Neptune, Albin Michel, coll. « Wiz », 2012 ((en) The Son of Neptune, Hyperion, 2011)
3. La Marque d'Athéna, Albin Michel, coll. « Wiz », 2013 ((en) The Mark of Athena, Hyperion, 2012)
4. La Maison d'Hadès, Albin Michel, coll. « Wiz », 2014 ((en) The House of Hades, Hyperion, 2013)
5. Le Sang de l'Olympe, Albin Michel, coll. « Wiz », 2015 ((en) The Blood of Olympus, Hyperion, 2014)

Cette série est une suite de Percy Jackson : elle poursuit la même histoire mais du point de vue de sept nouveaux demi-dieux : 
- Jason, Piper, Léo (dans le premier tome Le Héros perdu),
- Hazel et Frank en plus de celui de Percy (dans le deuxième tome Le Fils de Neptune),
- Le point de vue d'Annabeth est utilisé dans le troisième tome La Marque d'Athéna avec celui de Léo, Piper et Percy,
- Les sept demi- dieux ont leur point de vue dans le quatrième tome La Maison d'Hadès, ,
- Nico et Reyna ont pour la première fois leur point de vue en plus de celui de Jason, Piper et Léo pour le dernier tome Le Sang de l'Olympe.

#### SérieMagnus Chase et les Dieux d'Asgard
1. L'Épée de l'été, Albin Michel, coll. « Wiz », 2016 ((en) The Sword of Summer, Hyperion, 2015)
2. Le Marteau de Thor, Albin Michel, coll. « Wiz », 2017 ((en) The Hammer of Thor, Hyperion, 2016)
3. Le Vaisseau des damnés, Albin Michel, coll. « Wiz », 2018 ((en) The Ship of the Dead, Hyperion, 2017)

#### SérieLes Travaux d'Apollon
1. L'Oracle caché, Albin Michel, coll. « Wiz », 2016 ((en) The Hidden Oracle, Hyperion, 2016)
2. La Prophétie des ténèbres, Albin Michel, coll. « Wiz », 2017 ((en) The Dark Prophecy, Hyperion, 2017)
3. Le Piège de feu, Albin Michel, coll. « Wiz », 2018 ((en) The Burning Maze, Hyperion, 2018)
4. Le Tombeau du tyran, Albin Michel, coll. « Wiz », 2019 ((en) The Tyrant's Tomb, Hyperion, 2019)
5. La Dernière Épreuve, Albin Michel, coll. « Wiz », 2020 ((en) The Tower of Nero, Hyperion, 2020)

#### Recueils de nouvelles
1. (en) The Demigod Files, Hyperion, 2009Recueil de trois nouvelles rattachées à la série Percy Jackson
2. (en) The Demigod Diaries, Hyperion, 2012Recueil de quatre nouvelles rattachées à la série Héros de l'Olympe
3. Percy Jackson et les Dieux grecs, Albin Michel, coll. « Wiz », 2014 ((en) Percy Jackson’s Book of Greek Gods, Hyperion, 2014)
4. Percy Jackson et les Héros grecs, Albin Michel, coll. « Wiz », 2015 ((en) Percy Jackson's Greek Heroes, Hyperion, 2015)

#### Percy JacksonetLes Chroniques de Kane(crossover)
1. Le Fils de Sobek, Albin Michel, coll. « Wiz », 2013 ((en) The Son of Sobek, 2013)Publié en français sous format électronique puis offert avec l'achat du roman L'Ombre du serpent. Ce très court récit a pour sujet la rencontre de Carter Kane et de Percy Jackson, qui s'unissent contre le fils de Sobek.
2. Le Sceptre de Sérapis, Albin Michel, coll. « Wiz », 2015 ((en) Staff of Sérapis, 2014)Publié en français sous format électronique uniquement - Cet ouvrage a pour sujet la rencontre de Sadie Kane et d'Annabeth Chase, qui s'unissent contre le dieu Sérapis.
3. La Couronne de Ptolémée, Le Livre de poche jeunesse, 2016 ((en) The Crown of Ptolemy, 2015)Cet ouvrage a pour sujet les retrouvailles entre Percy Jackson et Carter Kane, et entre Sadie Kane et Annabeth Chase. Les demi-dieux et magiciens s'unissent contre un ennemi commun : Setné.

#### SériePercy Jackson et les Secrets de l'Olympe
Cette série reprend en fait le contenu du recueil de nouvelles Percy Jackson et les Dieux grecs auquel sont ajoutés des illustrations réalisés par Virginie Moru ainsi que des tests.
1. Apollon et Artémis, les jumeaux terribles, Albin Michel jeunesse, 2020
2. Zeus contre les Titans, Albin Michel jeunesse, 2020
3. Thésée le Légendaire, Albin Michel jeunesse, 2020
4. Poséïdon et Béllérophon, Albin Michel jeunesse, 2020

#### SérieUne aventure de Nico Di Angelo
Cette série est coécrite avec Mark Oshiro.
1. Le Soleil et l'Étoile, Albin Michel, coll. « Wiz », 2023 ((en) The Sun and the Star, 2023)
2. (en) The Court of the Dead, 2025À paraître le 23 septembre 2025

### UniversLes 39 Clés

#### SérieLes 39 Clés
1. L'Énigme des catacombes, Bayard Jeunesse, 2011 ((en) The Maze of Bones, 2008)

#### SérieCahill contre Vesper
1. La Menace Vesper, Bayard Jeunesse, 2014 ((en) Vespers Rising, 2011)Écrit avec Gordon Korman, Peter Lerangis et Jude Watson.

### Romans indépendants
- (en) Cold Springs, 2004
- L'Héritière des abysses, Albin Michel, coll. « Wiz », 2021 ((en) Daughter of the Deep, 2021)Une adaptation en long métrage est déjà lancée par Disney +

## Prix et distinctions

### Prix
- Prix Anthony 1998 du meilleur livre de poche pour Big Red Tequila[4]
- Prix Shamus 1998 du meilleur premier roman pour Big Red Tequila[5]
- Prix Edgar-Allan-Poe 1999 du meilleur livre de poche pour The Widower’s Two Step[6]

### Nominations
- Prix Barry 1998 du meilleur premier roman pour Big Red Tequila[7]
- Prix Anthony 1999 du meilleur livre de poche pour  The Widower’s Two Step[4]
- Prix Shamus 1999 du meilleur livre de poche pour  The Widower’s Two Step[5]
- Prix Shamus 2002 du meilleur roman pour The Devil Went Down to Austin[5]
- Prix Anthony 2002 du meilleur  roman pour The Devil Went Down to Austin[4]
- Sélection 2022 pour le Prix commémoratif Astrid-Lindgren[2]